# 宮城県道57号大衡落合線
宮城県道57号大衡落合線（みやぎけんどう57ごう おおひらおちあいせん）は、宮城県黒川郡大衡村と黒川郡大和町を結ぶ県道（主要地方道）である。

## 概要
国道4号の大衡村役場入口から、昭和万葉の森に隣接する万葉クリエートパークを経由し、仙台北部中核工業団地内を走り大和町大字落合字松坂の宮城県道56号仙台三本木線交点とを結ぶ主要地方道。大松沢丘陵の南西部を貫くように走行する。
セントラル自動車の同工業団地への進出表明を受け、2009年（平成21年）11月18日に一部で4車線化され、同年12月25日には全線で4車線化された。又、東北自動車道と交差する付近に2010年12月18日、大衡ICが供用開始された。
起点となる国道4号との交点には、将来的に都市計画道路北四番丁大衡線（県道大衡仙台線）が接続する予定となっている。

### 路線データ
- 実延長 : 9,130.1 m[3]
- 起点 : 宮城県黒川郡大衡村大衡（国道4号交点・大衡村役場入口交差点）
- 終点 : 宮城県黒川郡大和町大字落合字松坂（県道56号仙台三本木線交点）

## 歴史
- 1984年（昭和59年）6月19日 - 宮城県が一般県道250号として「大衡落合線」を路線認定。[4]
- 1988年（昭和63年）度 - 沿道の仙台北部中核工業団地が分譲開始。[5]
- 1993年（平成5年）
  - 5月11日 - 建設省から、県道大衡落合線が大衡落合線として主要地方道に指定される[6]。
  - 10月19日 - 県道番号が決定[7]され、従前の一般県道250号から、県道57号に変更される。（12月1日より施行）
- 1998年（平成10年）7月6日 - 仙台北部中核工業団地へ進出したトヨタ自動車東北（現：トヨタ自動車東日本）のエンジン工場が操業開始。[8]
- 2007年（平成19年） - 沿道の第二仙台北部中核工業団地へのセントラル自動車（現：トヨタ自動車東日本）進出が決定。
- 2010年（平成22年）12月18日 - 大衡インターチェンジが開通し、東北自動車道と接続。[9]
- 2011年（平成23年）1月 - セントラル自動車の完成車工場が操業開始。[8]

## 地理

### 通過する自治体
- 黒川郡
  - 大衡村
  - 大和町

### 交差する道路
- 国道4号（起点）
- 宮城県道261号大衡駒場線（黒川郡大衡村松の平）
- 東北自動車道・大衡IC
- 宮城県道56号仙台三本木線（終点）

### 沿線の施設等
- 大衡村役場
- 大衡村ふるさと美術館
- 昭和万葉の森
- 万葉クリエートパーク
- トヨタ自動車東日本　本社・宮城大衡工場、宮城大和工場
- 第二仙台北部中核工業団地
- 仙台北部中核工業団地
- 大和流通工業団地

### 交通量[10]
令和３年度・12時間交通量
- 大衡村大衡大日向 - 4,702台
- 大和町落合松坂字大成 - 2,505台